# Rüti bei Büren
Rüti bei Büren es una comuna suiza del cantón de Berna, situada en el distrito administrativo del Seeland. Limita al norte con la comuna de Grenchen (SO), al noreste con Arch, al este con Bibern (SO) y Gossliwil (SO), al sur con Oberwil bei Büren, y al oeste con Büren an der Aare.
Hasta el 31 de diciembre de 2009 situada en el distrito de Büren.

## Personajes
- Samuel Schmid, presidente de la Confederación Suiza en 2005.

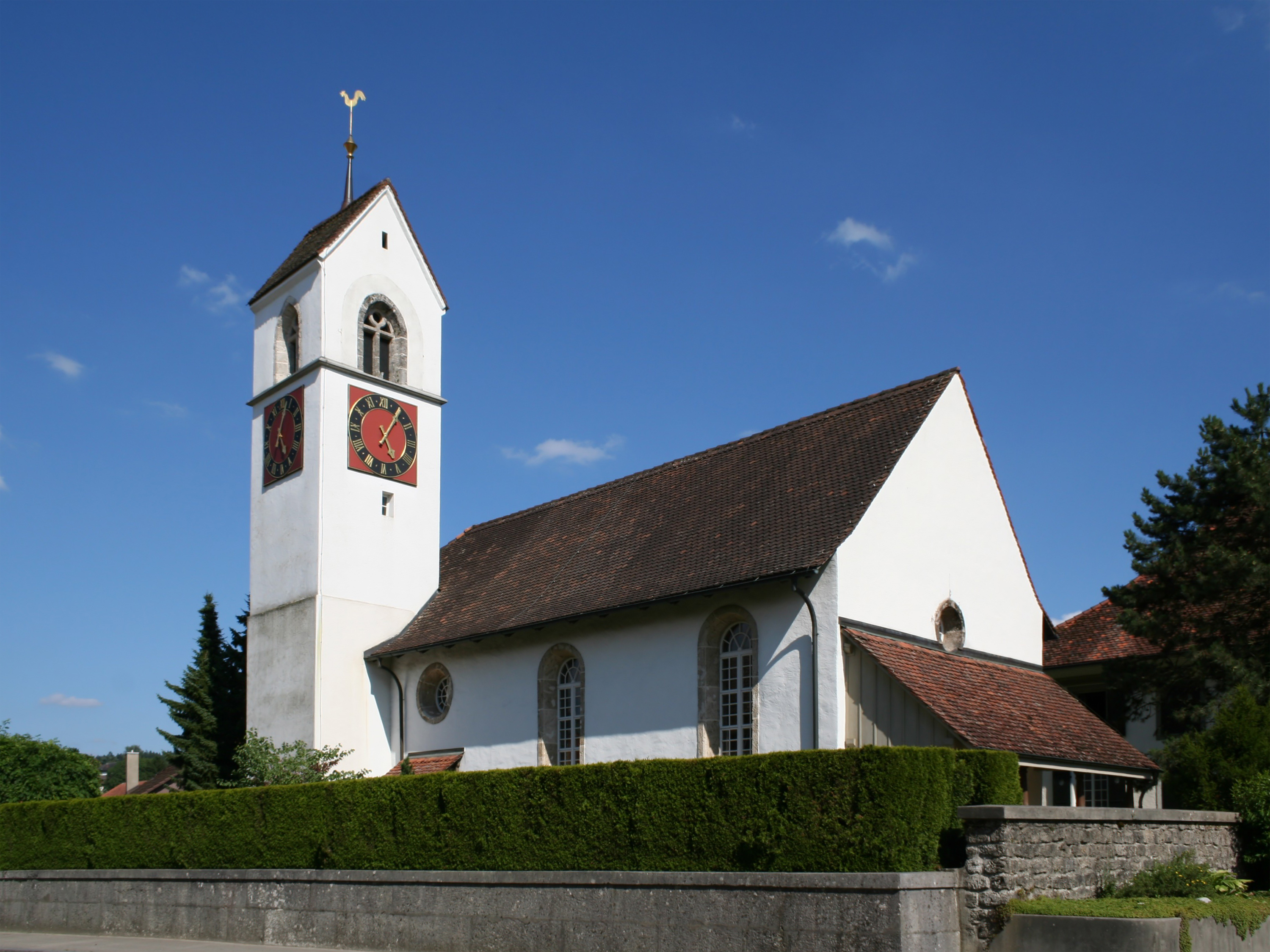
Iglesia protestante de Rüti bei Büren.